# Імад ад-Даула Абд аль-Малік
 Імад ад-Даула Абд аль-Малік (араб. عماد الدولة بن هود; д/н — 1130) — 9-й емір Сарагоської тайфи в 1110—1130 роках.

## Життєпис
Походив з династії Худидів. Син Ахмада II, еміра Сарагоської тайфи. У 1110 році після загибелі останнього перебрав трон. Спрямував зусилля на збереження рештки володінь. При цьому головну загрозу вбачав з боку Альморавідів. Тому розпочав перемовини з арагонським королем Альфонсо I. Це викликало невдоволення частини населення Сарагоси, чим вирішив скористатися Ібн Фатима, альморавідський валі (намісник) Валенсії. Втім Абд аль-Малік зумів відновити єдність населення та відбити наступ. Втім того ж 1110 року виявилися нові перемовини еміра з арагонським королем, що викликало потужне збурення. В результаті Абд аль-Маліка було повалено, а Сарагоса опинилася під владою Альморавідів.
Імад ад-Даула Абд аль-Малік переніс резиденцію до Руеди. І далі титулувався еміром та уклав договір з Альфонсо I, за яким визнав того зверхність. Натомість отримав гарантію допомоги для відновлення в Сарагосі. Втім згодом, коли арагонські війська відвоювали решту Сарагоської тайфи разом з містом Сарагоса 1122 року, Абд аль-Малік не отримав жодних володінь. Борха (місто), якою володів Абд аль-Малік, перейшла під владу Арагону. В результаті емір опинився оточеним з боків арагонськими володіннями. Помер 1130 року в м. Руеда. Йому спадкував син Ахмад.